# Aulacorthum cercidiphylli
Aulacorthum cercidiphylli är en insektsart. Aulacorthum cercidiphylli ingår i släktet Aulacorthum och familjen långrörsbladlöss. Inga underarter finns listade i Catalogue of Life.